# Chuck Leavell

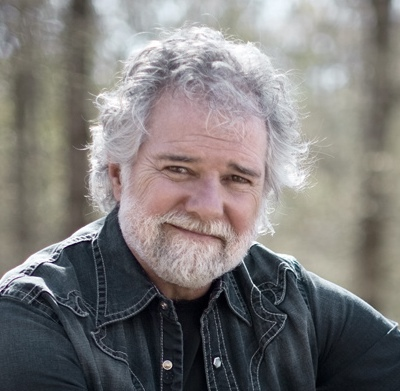
Chuck Leavell.

Chuck Leavell är en amerikansk pianist, keyboardist och sångare född 28 april 1952 i Birmingham, Alabama. Han började arbeta som studiomusiker på Capricorn Records i början av 1970-talet, vilket ledde till att han 1972 blev medlem i The Allman Brothers Band. Han medverkade på studioalbumen Brothers and Sisters och Win, Lose or Draw, men gruppen upplöstes 1976. Leavell bildade då den egna gruppen Sea Level som han spelade med fram till 1982. Leavell har sedan 1982 tjänstgjort som pianist åt The Rolling Stones, både på deras album och på deras turnéer. Men redan 1978 spelade han ett pianosolo på låten "So Young", som förekommer på den 
utökade versionen av Some Girls som utgavs 2011. 1993 spelade han keyboards på Eric Claptons Unplugged.
Vid sidan av musikkarriären äger Leavell en trädplantage i Twiggs County, Georgia.